# Spirit of St. Louis

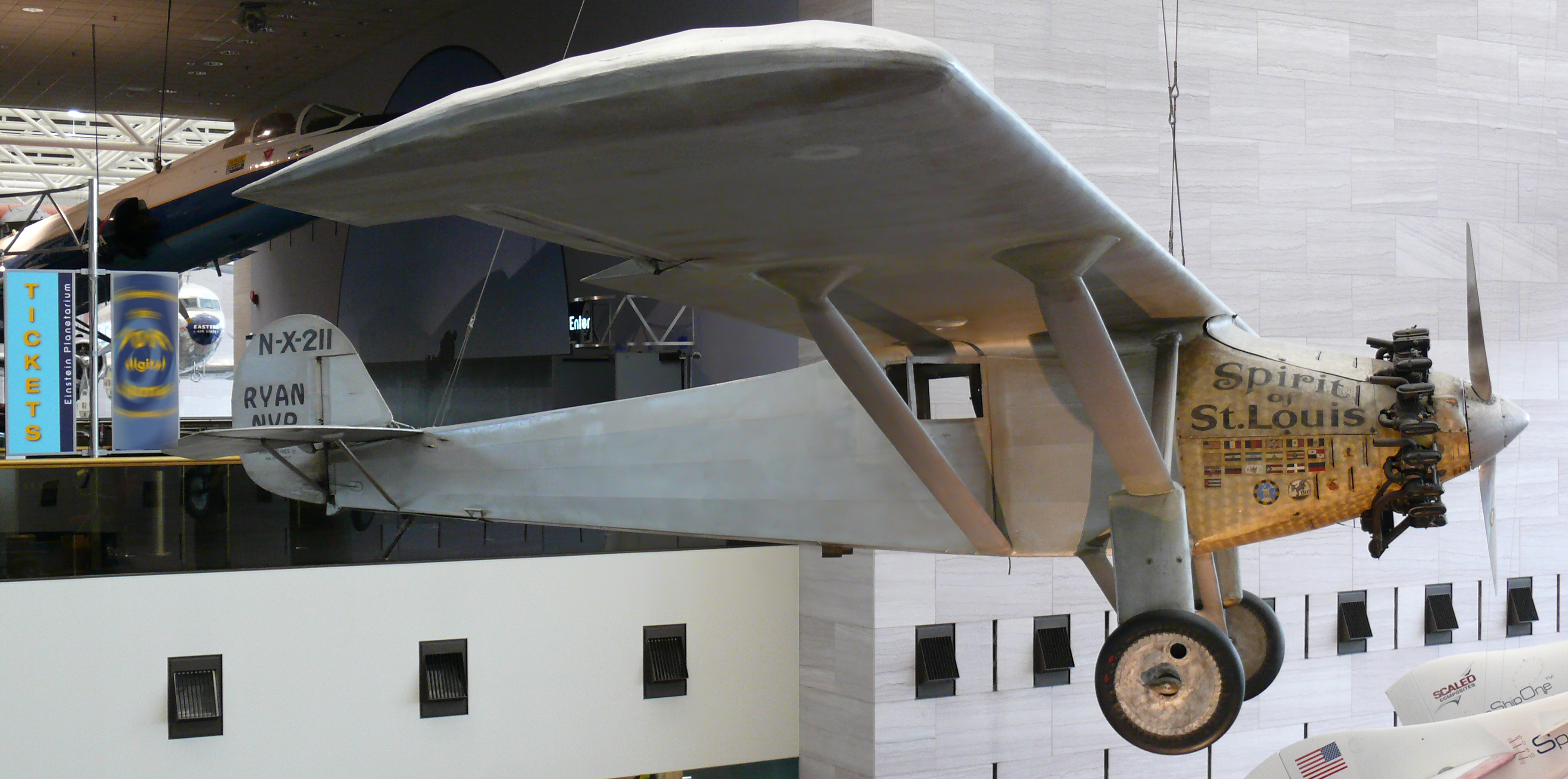
Spirit of St. Louis expus în National Air and Space Museum.

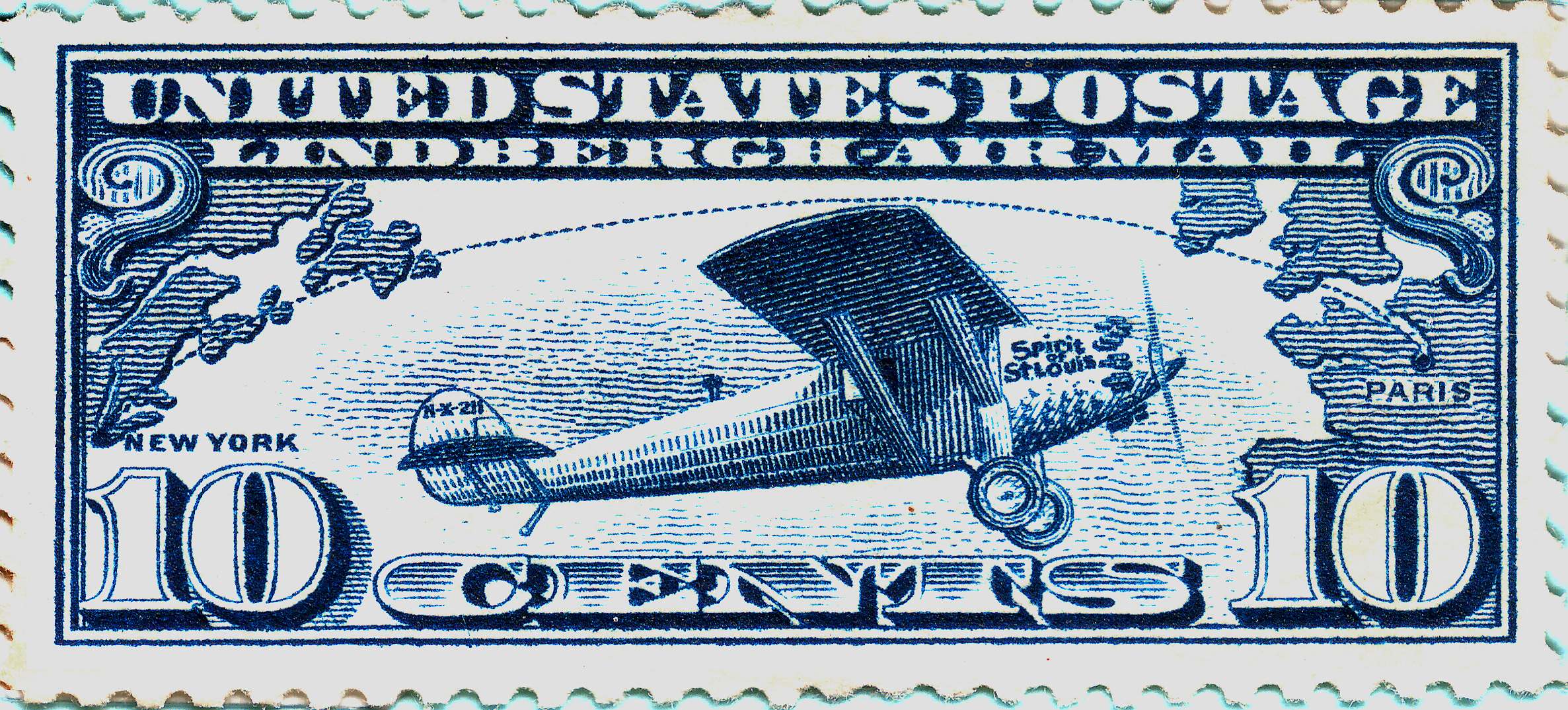
Timbru american de 10 cenți emis în onoarea căpitanului Charles Lindbergh și a aeronavei Spirit of St Louis (emis la 11 iunie 1927)

Spirit of St. Louis (nr. de înmatriculare: N-X-211) este un monoplan personalizat cu un singur motor și un singur loc cu care Charles Lindbergh a zburat în 20-21 mai 1927, în primul zbor transatlantic de la Long Island, New York, la Paris, Franța, pentru care Lindbergh a câștigat Premiul Orteig de 25.000 de dolari.
Aeronava lui Lindbergh a decolat pe aerodromul Roosevelt din Garden City, New York, și a aterizat după 33 ore și 30 de minute pe Aeroportul Le Bourget din Paris, Franța, parcurgând o distanță de aproximativ 3.600 de mile (5.800 km). Unul dintre cele mai cunoscute avioane din lume, Spirit a fost fabricat de către compania Ryan Airlines din San Diego, California, care era deținută și operată în acea vreme de Benjamin Franklin Mahoney care o achiziționase de la fondatorul său, T. Claude Ryan, în 1926. Spirit este expus permanent acum galeria Milestones of Flight de la principala cale de acces în National Air and Space Museum a Smithsonian Institution din Washington, D.C.